# Marco Antonio Arenas Campos
Marco Antonio Arenas (3 de agosto de 1963) es un antropólogo formado en la Universidad Academia de Humanismo Cristiano, es investigador en Arte Rupestre Colonial, y autor de numerosos artículos sobre Arte Rupestre e Historia de la Minería. Además es coautor de dos libros con Waldo Cuadra. "El Oro de Chile", y "De Marga Marga a Colliguay"
La pasión por las ciencias la desarrolló desde muy temprana edad, cuando pertenecía a las Juventudes Científicas del Museo de Ciencia y Tecnología que está ubicado en Quinta Normal. Es acá donde conoce a temprana edad la Arqueología y la Antropología, además se hace amigo del Arqueólogo Donald Jackson. 
En el año 2001 ingresa a la carrera de Antropología de la Universidad Academia de Humanismo Cristiano, se titula como Antropólogo con la tesis "Representaciona rupestres en los Andes coloniales. Una mirada desde el sitio Toro Muerto", su profesor guía fue Jose Luis Martínez Cereceda.
Actualmente, es profesor en la carrera de Arqueología en la Universidad SEK. 

## Obra
"Construyendo nuevas imágenes sobre los Otros en el arte rupestre andino colonial" Marco Arenas, Jose Luis Martínez. Santiago de Chile. Revista Chilena de Antropología Visual. 2009.